# Брандуков, Анатолий Андреевич
Анато́лий Андре́евич Брандуко́в (25 декабря 1858 [6 января 1859], Москва — 16 февраля 1930, там же) — русский виолончелист и педагог.

## Биография
Учился в Московской консерватории у Коссмана и Фитценхагена с 1868 по 1877 (окончил обучение с Золотой медалью), а также занимался теорией музыки у Чайковского. С 1878 по 1905 много времени проводил в Швейцарии и Франции, особенно в Париже, где часто встречался с Иваном Тургеневым. Во Франции Брандуков вскоре стал участником квартета Мартена Марсика, а также выступал как солист, исполнив, в частности, Первый виолончельный концерт Сен-Санса с оркестром под управлением автора.
Практически каждый год Брандуков посещал Россию, где сблизился с ведущими представителями музыкальной культуры, в том числе с Антоном Рубинштейном, Анной Есиповой, Леопольдом Ауэром и Сергеем Рахманиновым. Несмотря на значительную (15 лет) разницу в возрасте, был близким другом Рахманинова, в 1902 году выступал одним из поручителей по женихе на его венчании. В 1890 Чайковский предложил кандидатуру Брандукова на освободившееся после кончины Фитценхагена место профессора виолончельного класса в консерватории, однако директор Василий Сафонов отказал ему в этом, посчитав Брандукова слишком молодым для этой должности.
В 1906 году Брандукова пригласили на должность директора и профессора Музыкально-драматического училища Московского филармонического общества. После революции музыкант служил в Большом театре, вёл активную музыкально-просветительскую деятельность, много выступал. В 1921 он получил место профессора в консерватории и преподавал в ней до самой смерти.
Писательница P. M. Хин-Гольдовская так описывает в своих дневниках далеко не легкую московскую жизнь музыканта. Многолетней неофициальной женой Брандукова была Надежда Митрофановна Мазурина (1861–1911), пианистка, «красавица, богачка, музыкантша», сестра К.М.Мазурина.  У них был сын Саша (род. 1888), «ребенок, которого они обожают». Несмотря на богатство Мазуриной, Брандуков оставался вечно нуждающимся, бедняком. Говоря о нём, как о «талантливейшем виолончелисте», Гольдовская добавляет, что он был очень добрым и в личной жизни слабохарактерным человеком, которого Мазурина нещадно третировала и «держала в ежовых рукавицах».
В качестве гувернера и репетитора в семье Брандукова и Мазуриной начинал свою трудовую биографию Л. Бекман.
Похоронен на Введенском кладбище (6 уч.).
Сын А.А.Брандукова и Н.М.Мазуриной Александр Анатольевич Брандуков — журналист, эмигрировал, жил во Франции.

## Творчество
Брандуков — один из наиболее заметных русских виолончелистов. Его исполнение отличалось живым темпераментом и красивым, певучим звучанием инструмента. Музыканту посвящён ряд сочинений для виолончели, в том числе Pezzo capriccioso Чайковского и Соната для виолончели и фортепиано Рахманинова. Играл на виолончели знаменитого венецианского мастера Доменико Монтаньяна. Собственные сочинения Брандукова для виолончели малоизвестны, некоторые из сохранившихся рукописей хранятся в музее Чайковского в Клину.